# Spilosoma eldorado
Spilosoma eldorado là một loài bướm đêm thuộc phân họ Arctiinae, họ Erebidae.